# Jennifer Jones (giocatrice di curling)
Jennifer Judith Jones (Winnipeg, 7 luglio 1974) è una giocatrice di curling canadese.
Ha vinto la medaglia d'oro olimpica nel curling alle Olimpiadi invernali 2014 tenutesi a Soči, vincendo con la sua nazionale il torneo femminile di curling.
Nelle sue partecipazioni ai campionati mondiali di curling ha vinto una medaglia d'oro (2008), una medaglia d'argento (2015) e una medaglia di bronzo (2010).